# Tatort: Tini
Tini ist eine Folge der ARD-Krimireihe Tatort. Die vom Sender Freies Berlin (SFB) produzierte Episode wurde erstmals am 7. Juli 1991 in der ARD ausgestrahlt. Es handelt sich um den zweiten Fall mit Kriminalhauptkommissar Franz Markowitz, der es mit einem Familiendrama zu tun bekommt.

## Handlung
Die 16-jährige Tini Wiegand, die zu Hause bei ihrer Familie wohnt, hat Angst vor ihrem Vater Achim. Sie läuft eines Abends, als er wieder an ihrer Tür klopft, vor ihm weg und fährt mit ihrem Freund Ritchie davon. Markowitz erwartet unterdessen Willi, einen Gangster, den er hinter Gitter gebracht hat, vor dem Gefängnis, als dieser vorzeitig entlassen wird. Markowitz bringt ihn aus Berlin heraus, weil sein ehemaliger Komplize, der ihn damals an die Polizei verraten hat, ihn in eine tödliche Falle locken will. Ritchie bringt Tini am Ende des Abends wieder nach Hause, kurz, bevor Achim Wiegand in seine Firma fährt. Achim ist Ingenieur und wartet nachts dort die Maschinen. Ritchie ist auch mit Tinis Bruder Stefan befreundet, der ihm von dem Nachtdienst seines Vaters erzählt. Ritchie verbringt trotz des Verbots von Achim die Nacht bei Tini, im Hause Wiegand herrscht eine angespannte Stimmung, die Ehe zwischen Achim und seiner Frau Ingrid steht vor dem Aus, doch auch Mutter und Tochter haben sich nicht viel zu sagen. Tini möchte mit Ritchie, der gerade Fußballprofi geworden ist, am liebsten ins Ausland. Achim ruft an und möchte, dass Tini zu ihm in die Firma kommt, doch ihr Bruder Stefan macht ihm klar, dass Tini heute nicht zu ihm kommen wird. Zudem möchte Stefan, der in Hannover seine Ausbildung macht, nach Berlin zurück, was sein Vater nicht will.
Stefan ahnt, dass seine Schwester von ihrem Vater sexuell missbraucht wird, doch sie streitet ab, dass Achim sie in die Firma zitieren wollte. Kurz darauf stellt Stefan fest, dass seine Schwester doch zu ihrem Vater Achim in die Firma gefahren ist. Ritchie beginnt zu ahnen, was in dieser Familie vor sich geht, gemeinsam mit Stefan fährt er zu Achims Firma, Ingrid folgt den beiden. Als Ritchie und Stefan in der Firma ankommen, läuft ihnen Tini entgegen, ihr Vater wollte sie wegen Ritchie schlagen, doch sie ist vor ihrem Vater weggelaufen, Stefan und Ritchie eilen hinein und suchen Achim. Kurz darauf, Ingrid ist mittlerweile auch in der Firma eingetroffen, ist Achim im Kessel einer Maschine eingesperrt und wäre darin beinahe erstickt. Keiner aus der Familie hilft ihm. Der Pförtner rettet ihn in letzter Sekunde vor dem Erstickungstod, doch ist dieser lebensgefährlich verletzt. Markowitz wird zum Tatort gerufen und findet im Kessel einen Knopf. Das Büro von Wiegand findet Markowitz seltsam abgedimmt vor, der Pförtner sagt ihm gegenüber aus, dass es vollkommen normal war, dass Wiegand so spät noch arbeitet, er hat immer nachts den Kessel nach Gasresten kontrolliert. Wiegands Zustand ist kritisch. Markowitz sucht die Familie Wiegand auf, alle behaupten, nicht in der Firma gewesen zu sein und dass Achim lediglich einen Unfall hatte. Kurz nachdem Markowitz gegangen ist, kommt Ritchie, Stefan berichtet ihm, dass Achim überlebt hat, versichert ihm aber, dass er im Sterben liegt, Ritchie ist sichtlich nervös.
Markowitz begegnet Ritchie vor dem Haus, dieser gibt an, ein Freund von Stefan zu sein, gibt sich ansonsten aber wortkarg. Als Markowitz beim Training von Ritchie auftaucht, bemerkt er dort Tini und registriert, dass die beiden ein Paar sind. Im Krankenhaus trifft Markowitz am Krankenbett von Achim dessen Familie an, dabei bemerkt er eine seltsame Ambivalenz im Verhalten von Tini zu ihrem Vater. Als Markowitz Achim Wiegand befragt, weigert er sich, ihm zu sagen, wer die Kesseltür hinter ihm zugeschlagen hat. Stefan und Tini machen ihrer Mutter Vorwürfe, weil diese Markowitz alles erzählen will. Sie habe doch all die Jahre zu den Vorgängen in der Familie geschwiegen, und jetzt wolle sie, da Achim endlich weg sei, plötzlich die Wahrheit sagen. Achim Wiegand schaltet unterdessen selbständig die lebenserhaltenden Geräte ab und verstirbt. Markowitz stellt im Krankenhaus fest, dass an Achims Jacke kein Knopf fehlt. In einem Brief, den Achim geschrieben hat, findet Markowitz weitere Hinweise darauf, dass Wiegand seine Tochter missbraucht hat. Das Labor teilt Markowitz mit, dass Achim kurz vor dem Vorfall noch Geschlechtsverkehr in seinem Büro gehabt haben muss. Als er daraufhin nochmals Ingrid Wiegand befragen will, findet er sie in ihrem Haus tot auf, sie hat sich mit Tabletten das Leben genommen.
In Achims Schreibtischschublade findet Markowitz weitere Hinweise auf die Obsession, die er in Bezug auf seine Tochter gehabt hatte. Als Markowitz der Tochter, die wegen des Todes ihres Vaters in einer merkwürdig fröhlichen Stimmung ist, über den Tod ihrer Mutter unterrichtet, bricht diese zusammen. Sie fühlt sich schuldig am Tod ihrer Mutter, als Markowitz sie zu dem Missbrauch befragt, blockt sie ab, sie wird in die Psychiatrie verbracht. Markowitz sucht Stefan auf, dieser wirft Markowitz vor, seine Mutter in den Tod getrieben zu haben, er warnt Markowitz davor, Tini zu behelligen. Ritchie sucht Tini in der Klinik auf und beschwört sie, mit ihm ins Ausland zu gehen, wie sie es wollte. Als er Markowitz sieht, versteckt er sich und bittet Tini, ihn wegzuschicken und ihm nichts zu sagen. Tini gibt an, seit ihrem 14. Lebensjahr von ihrem Vater sexuell missbraucht worden zu sein. Ihre Mutter und später auch Stefan hätten davon gewusst. Sie behauptet, ihren Vater umgebracht zu haben, ihre Mutter habe ihr geholfen. Markowitz bemerkt beim Gehen, dass Ritchie in der Klinik ist. Als Ritchie und Tini aus der Klinik fliehen wollen, stellt Markowitz sie, er bemerkt den fehlenden Knopf an seiner Jacke. Er konfrontiert ihn damit, dass er den verlorenen Knopf im Kessel gefunden habe, daraufhin flieht Ritchie. Tini wiederholt vor Markowitz, dass sie ihren Vater umgebracht habe. Ritchie schafft es, auf eine Brücke zu rennen und die Jacke auf einen Güterzug zu werfen, um das Beweismittel zu vernichten, bevor Markowitz ihn stellen kann.
Markowitz konfrontiert ihn damit, dass Tini die Tat gestanden hat, daraufhin gesteht Ritchie doch. Er beschreibt, wie es zum Kampf zwischen den beiden kam in der Firma. Er hat Wiegand in den Kessel gestoßen, um ihn zu bestrafen, töten wollte er ihn jedoch nicht. Die zweite Luke des Kessels kann er aber nicht verschlossen haben, er behauptet trotzdem, alleine gehandelt zu haben. Ritchie wollte die Luke wieder öffnen, doch musste er vorher Tini noch nach Hause bringen. Als er zurückkehrte, war schon Polizei am Tatort. Tini gesteht parallel die Tat ebenfalls nochmal. Als Markowitz Stefan nochmal aufsucht, ist dieser bereits auf dem Weg zu ihm, um die Tat ebenfalls zu gestehen. Auch er gibt an, alleine gehandelt zu haben. Markowitz sieht ein, dass die jungen Leute keine andere Wahl hatten und lässt die Beweismittel diskret verschwinden. Es kommt daraufhin zu keiner Anklage gegen die drei jungen Leute.

## Hintergrund
Obwohl kurz vor dem Mauerfall im Herbst 1989 in West-Berlin gedreht, wurde er als zweiter Tatort aus Berlin nach Mauerfall und Wiedervereinigung gesendet.
Im Jahr 2018 wurde dieser Tatort im Auftrag des RBB restauriert und liegt seitdem auch in HD-Abtastung vor.

## Kritik
Die Kritiker der Fernsehzeitschrift TV Spielfilm beurteilen diesen Tatort positiv und kommentieren: „Bitter: Hier sind die Täter bloß Opfer“.